# Isak Saba

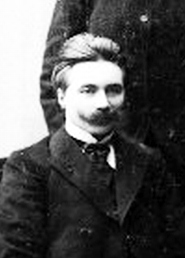
Isak Saba (1906)

Isak Mikal Saba (* 15. November 1875 in Nesseby; † 1. Juni 1921) war ein samischer Lehrer und Politiker aus Norwegen.

## Leben
Saba wurde am 11. Oktober 1906 als erster Same in das Storting gewählt, wo er von 1906 bis 1912 als Mitglied der Arbeiderpartiet (Wahlkreis Ost-Finnmark) saß. Saba schrieb im Jahre 1906 die „Nationalhymne“ der Samen Sámi soga lávlla, die auf einer Konferenz der Samen 1986 offiziell bestätigt wurde. Sabas Geburtstag, der 15. November, ist ein offizieller Flaggtag der Samen.